# Сан Себастијан де лос Рејес
Сан Себастијан де лос Рејес (шп. San Sebastián de los Reyes) град је у Шпанији у аутономној заједници Мадрид у покрајини Мадрид. Према процени из 2008. у граду је живело 72.414 становника.

## Становништво
Према процени, у граду је 2008. живело 72.414 становника.
| 1991.  | 2001.  |
| ------ | ------ |
| 53.707 | 61.884 |

## Партнерски градови
- Баунатал